# HC Athena
Hockey Club AthenA is een hockeyclub uit Amsterdam, gelegen in Sportpark Voorland. De hockeyclub is opgericht op 20 april 2004 en is inmiddels uitgegroeid tot meer dan 2200 leden, verdeeld over 79 jeugdteams, 1 G-hockeyteam, een Benjaminstrainingsgroep van 80 kinderen, 35 (jong) senioren- en veteranenteams en 1 trimhockeygroep m/v. Totaal 117 teams. HC AthenA heeft 4 watervelden en een zand-ingestrooid kunstgrasveld.
De club is zeer lokaal geworteld, het merendeel van de leden komt uit Stadsdeel Oost (75%) of uit de direct aanpalende stadsdelen. Door de jonge leeftijd van de club en de laagdrempeligheid zijn er relatief veel eerste generatie hockeyers.
De kantine van AthenA wordt KantinA genoemd en heeft al op meerdere plaatsen gestaan. Het eerste clubhuis was het oude houten clubhuis van VV DEC en Rugbyclub DNC. Vervolgens heeft KantinA tijdelijk in het gebouw gezeten dat voorheen van de Scheidsrechters Vereniging Amsterdam was (SVAntinA). In 2014 heeft AthenA haar nieuwe clubhuis betrokken, samen met FTSA Fysiotherapie, buitenschoolse sportopvang Woest Zuid en Huiswerkbegeleiding The School.
AthenA ligt in Amsterdam-Oost, in het deel Watergraafsmeer. AthenA trekt naast de leden en hockeyteams ook wekelijks een groot aantal mensen dat geniet van hockey en alles wat daar bij komt kijken.
AthenA is een club met een eigen filosofie; zo zijn er vers fruit, door bar-vrijwilligers zelfgebakken taarten, huisgemaakte broodjes en Turkse pizza in de KantinA. De club heeft een eigen boomgaard en kruidentuin. De AthenA-kok maakt de lekkerste maaltijden met biologische en lokale producten waardoor er veel een vaak op de club gegeten wordt door trainende teams, maar ook op kerstdiners, ledendiners en toernooien. Dit, maar ook minder direct zichtbare zaken, maakt AthenA speciaal en daar is het trots op.
Het vraagt echter een grote betrokkenheid van leden en vrijwilligers om hetgeen AthenA zo speciaal maakt ook bij steeds groeiende ledenaantallen te kunnen handhaven. Gelukkig zijn er veel leden die zich in groten getale inzetten voor de club.
Sponsoren zijn voor AthenA van groot belang. Hun betrokkenheid met AthenA, het hockey, de leden, onze visie, missie en ambitie en hun financiële bijdragen, maken dat AthenA nog beter kan presteren, als maatschappelijk verantwoorde vereniging en in de kwaliteit van onze teams en ons hockey. ABN AMRO is de hoofdsponsor.
In het korte bestaan van de club is men vereerd met de Sportpenning van Stadsdeel Watergraafsmeer en de Bestuurderstrofee van de KNHB en de Penning van de Sportraad Amsterdam.

## Spelniveau
In het seizoen 2025-2026 komen zowel het eerste heren- als damesteam uit in de Overgangsklasse (OVK).
|         | 2007-2008 | 2008-2009 | 2009-2010 | 2010-2011 | 2011-2012 | 2012-2013 | 2013-2014 | 2014-2015 | 2015-2016 | 2016-2017 | 2017-2018 | 2018-2019 | 2019-2020 | 2020-2021 | 2021-2022 | 2022-2023 | 2023-2024 | 2024-2025 | 2025-2026 |
| ------- | --------- | --------- | --------- | --------- | --------- | --------- | --------- | --------- | --------- | --------- | --------- | --------- | --------- | --------- | --------- | --------- | --------- | --------- | --------- |
| Dames 1 | 3e klasse | 3e klasse | 3e klasse | 2e klasse | 2e klasse | 1e klasse | 2e klasse | 1e klasse | 1e klasse | 1e klasse | 1e klasse | 1e klasse | 1e klasse | 1e klasse | 1e klasse | 1e klasse | 1e klasse | 1e klasse | OVK       |
| Heren 1 | 4e klasse | 3e klasse | 3e klasse | 2e klasse | 2e klasse | 2e klasse | 2e klasse | 2e klasse | 2e klasse | 2e klasse | 2e klasse | 2e klasse | 3e klasse | 3e klasse | 2e klasse | 1e klasse | 1e klasse | OVK       | OVK       |

## Erelijst

### Vrouwen
- Silver Cup:
  - 2025